# Gustaf Fahlander
Gustaf Ragnar Fahlander, född 1 maj 1892 i Västra Sjöbo, Ljusdals socken, Gävleborgs län, död 11 februari 1973 i Eskilstuna, Södermanlands län, var en svensk folkskoleinspektör och socialdemokratisk politiker.
Fahlander var ledamot av riksdagens första kammare från 1942 i valkretsen Södermanlands och Västmanlands län. Han är begraven på S:t Eskils kyrkogård.